# Elènia crestada
L'elènia crestada (Elaenia cristata) és un ocell de la família dels tirànids (Tyrannidae).

## Hàbitat i distribució
Habita el bosc obert, sabana i matolls, localment a les terres baixes fins als 1500 m, des de Veneçuela i Guaiana, cap al sud, a través del nord, centre i est del Brasil fins al sud-est del Perú i nord-est de Bolívia.